# Richenza z Northeimu
Richenza z Northeimu (okolo 1087/1089 – 10. června 1141) pocházela z rodu Northeimských hrabat a byla saskou vévodkyní, královnou a císařovnou Svaté říše římské a poslední významnou consors regni.

## Rodina, život a politický vliv
Richenza se narodila okolo roku 1087 / 1089 v manželství northeimského hraběte a fríského markrabího Jindřicha Tlustého († 1101) a Gertrudy Brunšvické (z Braunschweigu) († 1117), dcery míšeňského markrabího Ekberta I. Měla bratra Otu († 1117) a sestru Gertrudu († před 1165).
V roce 1100 se Richenza provdala za saského vévodu a pozdějšího císaře Lothara ze Supplinburgu (Süpplingenburgu), kterého její bohaté dědictví učinilo nejmocnějším mužem v Sasku. Manželé měli jedinou přeživší dceru Gertrudu (* 1115), která byla roku 1127 provdána za bavorského vévodu Jindřicha Pyšného z rodu Welfů († 1139), jejich synem byl Jindřich Lev (* 1129).
Richenza se po manželově boku stala roku 1125 římsko-německou královnou (korunována byla v Kolíně nad Rýnem) a roku 1133 císařovnou. Patřila k úzkému okruhu rádců svého manžela, na něhož měla silný vliv. Jako spoluvladařka byla mnohými žádána o intervenci u svého manžela a účastnila se i 2. italského tažení 1136–1137. Svého manžela též zastupovala na říšském soudu. Její politické postavení a vliv je možno vidět také v tom, že roku 1134 pomohla zbavit vévodu Fridricha II. Švábského říšské klatby.
Po smrti svého manžela (4. prosince 1137) se postavila do čela welfské strany proti Štaufům. a jako nového krále se snažila prosadit svého zetě Jindřicha Pyšného, a to na základě nároku založeného na jeho designaci umírajícím Lotharem III. O Letnicích následujícího roku se však v čele poselstva saských velmožů objevila na dvorském sjezdu v Bambergu a uznala králem Konráda III. Po smrti Jindřicha Pyšného (20. října 1139) se Richenza stala tvrdou obránkyní dědických nároků jeho syna Jindřicha Lva, o jehož výchovu se také starala, a podařilo se jí prosadit, aby byl v Sasku obecně uznán právoplatným vévodou.

### Prameny
- Johann Friedrich Böhmer, Wolfgang Petke (edd.): Regesta Imperii IV, 1. Die Regesten des Kaiserreiches unter Lothar III. und Konrad III., Teil 1: Lothar III., Köln u. a. 1994.